# Эркетен
Эркетен —  посёлок (сельского типа) Яшалтинском районе Калмыкии, в составе Манычского сельского муниципального образования.
Население — 83 человек (2010)

## История
Дата основания не установлена. Согласно Списку населённых мест Ставропольской губернии в 1909 году во 1-м Багатугтуновом роде при балке Цацин-Сала имелось три хотона Эректин - 1-й, Средний и Нижний. В них проживало соответственно: 67, 98 и 94 жителя, имелось 16, 20 и 19 дворов.
На немецкой карте 1941 года обозначен как ферма № 1. На американской карте 1950 года указан как село Эркетино. Глубокий финансово-экономический кризис 1990-х привёл к свёртыванию сельскохозяйственного производства и значительному оттоку населения из посёлка.

## Физико-географическая характеристика
Посёлок расположен на западе Яшалтинского района, в безымянной балке у подножия Эркетинского бугра, на высоте 31 м над уровнем моря. В 2 км к востоку от посёлка расположен пруд Улюньский, в 4 км - озеро Улюнь. С  севера и югу посёлок окружён полями.Рельеф местности равнинный. В окрестностях посёлка распространены чернозёмы маломощные малогумусные и темнокаштановые почвы различного гранулометрического состава.
По автомобильной дороге расстояние до столицы Калмыкии города Элиста составляет 220 км, до районного центра села Яшалта - 12 км, до административного центра сельского поселения посёлка Манычский - 21 км. Ближайший населённый пункт — посёлок Бага-Тугтун, расположенный в 8 км к северу от посёлка. К посёлку имеется подъезд от автодороги Яшалта - Бага-Тугтун.
Согласно классификации климатов Кёппена-Гейгера посёлок находится в зоне континентального климата с относительно холодной зимой и жарким летом (Dfa). Среднегодовая норма осадков - 439 мм, наибольшее количество осадков выпадает в июне - 60 мм, наименьшее в марте - 27 мм. 
Часовой пояс
Эркетен, как и вся Республика Калмыкия, находится в часовой зоне МСК (московское время). Смещение применяемого времени относительно UTC составляет +3:00.

## Население
В конце 1980-х в посёлке проживало около 250 человек.
| 2002 | 2010 |
| ---- | ---- |
| 225  | ↘83  |

Национальный состав
Согласно результатам переписи 2002 года большинство населения посёлка составляли чеченцы (40 %) и русские (36 %)